# Chimarrhis
Genre
Chimarrhis est un genre de plantes de la famille des Rubiaceae originaire d'Amérique du Sud, d'Amérique Centrale et des Antilles.

## Synonymes
- Chimarhis Raf.
- Pseudochimarrhis Ducke

## Liste des espèces
- Chimarrhis barbata (Ducke) Bremek.	1934
- Chimarrhis bathysoidesSteyerm.1965
- Chimarrhis brevipes	Steyerm.	1965
- Chimarrhis clausicorollata
- Chimarrhis cubensis Steyerm.1965
- Chimarrhis cymosa Jacq.	1763
- Chimarrhis decurrens Steyerm.	Ceiba 1952
- Chimarrhis dioica K. Schum. & K. Krause 1908
- Chimarrhis duckeana Delprete	1999
- Chimarrhis ekmanii Borhidi	 	1992
- Chimarrhis ferruginea (Standl.) Standl. 1918
- Chimarrhis gentryana Delprete	1996
- Chimarrhis glabrifloraDucke		1945
- Chimarrhis goudotii Baill.		1879
- Chimarrhis hookeri K. Schum.	1889
- Chimarrhis jamaicensis(Urb.) 	1965
- Chimarrhis latifolia Standl.	Publ. 	1929
- Chimarrhis longifolia (Willd.) Baill.	1879
- Chimarrhis longistipulata Bremek.	1934
- Chimarrhis microcarpa Standl.		1926
- Chimarrhis paraensis Baill.		1879
- Chimarrhis parviflora Standl.		1927
- Chimarrhis perijaensis Steyerm.		1973
- Chimarrhis pisoniiformis Baill.		1879
- Chimarrhis pittieri Standl.		1930
- Chimarrhis speciosa (Steyerm.) Delprete	1999
- Chimarrhis turbinata DC.	1830
- Chimarrhis venezuelensis Standl. & Steyerm.	1953
- Chimarrhis williamsii